# نورما ترومتور
نورما ترومتور (انگلیسی: Norma Thrower؛ زادهٔ ۵ فوریهٔ ۱۹۳۶) ورزشکار دو و میدانی اهل استرالیا است.